# Expect The Worst
Expect The Worst este al doilea album al trupei Gothic România, lansat în anul 2013. Albumul a fost înregistrat și mixat între iunie 2011 și august 2012, în Consonance Studio Timișoara, România. Produs de Sol Faur, Alin Petruț și Huppogramos Dordeduh.

## Componență
- Alin Petrut - chitară, voce
- Csaba Talpai - chitară bas
- Alin Moise - chitară
- Dadu Dragos - voce
- Alex Meraru - tobe

## Lista cântecelor
| Nr.             | Titlu                   | Lungime |  |
| 1.              | „Grown In Black”        | 5:01    |  |
| 2.              | „Anthem Of Hate”        | 5:36    |  |
| 3.              | „Stranded”              | 5:28    |  |
| 4.              | „Gone Forever”          | 4:22    |  |
| 5.              | „Expect The Worst”      | 5:48    |  |
| 6.              | „Far, Deep In The Cold” | 5:39    |  |
| 7.              | „Enter The Pit”         | 2:51    |  |
| 8.              | „Fall Of GOds”          | 5:25    |  |
| Lungime totală: | Lungime totală:         | 40:10   |  |

## Legături Externe
- Pagina oficială de Facebook
- Pagina oficială de Youtube
- Pagina oficială de Instagram
- Pagina albumului de pe BandCamp